# نيكول كراوس
نيكول كراوس (بالإنجليزية: Nicole Krauss)‏ (18 أغسطس 1974، مانهاتن في الولايات المتحدة)؛ كاتِبة وروائية أمريكية. درست في جامعة ستانفورد.

## روابط خارجية
- نيكول كراوس على موقع IMDb (الإنجليزية)
- نيكول كراوس على موقع مونزينجر (الألمانية)
- نيكول كراوس على موقع قاعدة بيانات الفيلم (الإنجليزية)